# Бахтерев, Игорь Владимирович
И́горь Влади́мирович Ба́хтерев (27 августа [9 сентября] 1908 — 20 февраля 1996) — русский советский писатель и поэт, драматург. Участник объединения ОБЭРИУ.

## Биография и творчество
Родился 27 августа (9 сентября) 1908 в С.-Петербурге. В 1930 г. окончил театральное отделение высших курсов искусствознания при Институте истории искусств.
В середине 1920-х гг. познакомился с Даниилом Хармсом и Александром Введенским. Был одним из организаторов театрального коллектива «Радикс», готовившего постановку пьесы А. Введенского и Д. Хармса «Моя мама вся в часах» (не осуществлена). В 1926 г. вошёл в литературную группу «Левый фланг», а в 1927 г. стал одним из основателей ОБЭРИУ.
Из декларации ОБЭРИУ. Поэзия обэриутов: «Игорь Бахтерев — поэт, осознающий своё лицо в лирической окраске своего предметного материала. Предмет и действие, разложенные на свои составные, возникают обновленные духом новой обэриутской лирики. Но лирика здесь не самоценна, она — не более как средство сдвинуть предмет в поле нового художественного восприятия».
В январе 1928 г. участвовал в подготовке вечера «Три левых часа», для которого разработал композицию спектакля по пьесе Д. Хармса «Елизавета Бам», а также был сценографом. На самом вечере выступал с чтением своих стихов. С 1930 г. начал печататься в ленинградских детских журналах и газетах.
14 декабря 1931 г. был арестован по обвинению в участии в антисоветской группе, сочинении и распространении контрреволюционных произведений (по одному делу с Д. Хармсом, А. Введенским, А. Туфановым и др.); 31 марта 1932 г. освобожден без права проживания в Московской и Ленинградской областях, пограничных округах сроком на 3 года.
Позже в соавторстве с Александром Разумовским написал пьесы «Полководец Суворов» (1938), «Двойная игра» (1951), «Откровение в бурю» (1962) и др. Иногда соавторы выступали под псевдонимом Б. Райтонов, а в соавторстве с Н. Никитиным — под псевдонимом Брайтон. Написал воспоминания о Н. Олейникове, Д. Хармсе, Н. Заболоцком, А. Ахматовой.
Одновременно с официозными сочинениями продолжал писать не предназначавшиеся для печати стихи и прозу в обэриутском духе. В конце 1970-х гг. сблизился с поэтами-трансфуристами (Ры Никонова, Сергей Сигей, Борис Констриктор), в 1978 г. стихи Бахтерева были впервые опубликованы за границей, а с 1980 г. он начал регулярно печататься в самиздатском журнале «Транспонанс». Первая публикация стихов и прозы Бахтерева в официальной советской печати состоялась в 1987 г. в рижском журнале «Родник». Скончался в Петербурге 20 февраля 1996 г.
Первое отдельное издание обэриутских сочинений Бахтерева на родине вышло в книгоиздательстве "Гилея" в 2013 г.